# احمدسرگوراب
اَحمَدسَرگوراب یکی از شهرهای شهرستان شفت در استان گیلان است. این شهر مرکز بخش احمدسرگوراب است.
کوهستان جنگلی سیاهمزگی که میان روستاهای سیاهمزگی و خره‌کش واقع شده از نقاط دیدنی این شهر است. بقعه امامزاده اسحاق و خواهر او خیرالنسا بر نوک قله سیاه‌کوه بخش احمدسرگوراب از نقاط دیدنی دیگر در پیرامون این شهرستان است.
دومین کتابخانه استان گیلان در شهر احمدسرگوراب قرار دارد. این کتاب‌خانه در سال ۱۳۸۰ با ۲۵۸۰ جلد کتاب تأسیس شد.

## جمعیت
این شهرستان در بخش احمدسرگوراب قرار دارد و براساس سرشماری مرکز آمار ایران در سال ۱۳۸۵، جمعیت آن ۴،۲۲۳ نفر (۶۰۳خانوار) بوده‌است.
براساس سرشماری مرکز آمار ایران در سال ۱۳۹۵، جمعیت احمدسرگوراب ۱۰،۱۲۸ نفر (۶۷۲۷خانوار) بوده‌است.